# Windstein
Windstein är en kommun i departementet Bas-Rhin i regionen Grand Est (tidigare regionen Alsace) i nordöstra Frankrike. Kommunen ligger i kantonen Niederbronn-les-Bains som tillhör arrondissementet Haguenau. År 2022 hade Windstein 173 invånare.

## Befolkningsutveckling
Antalet invånare i kommunen Windstein
| Referens: INSEE |